# LinuxFX
LinuxFX – brazylijska dystrybucja linuksowego OS dla komputerów PC oparta na dystrybucji Ubuntu LTS. Pierwsza wersja systemu została wydana w styczniu 2007 roku przez Rafaela Rachida, kolejne są rozwijane przy wsparciu społeczności Linuksa. Dystrybucja ta jest również rozwijana w wersjach na platformę ARM oraz Raspberry Pi i Asus Tinker. Obsługiwane języki to angielski i portugalski. Wersja WindowsFX powstała z myślą zainteresowania użytkowników Windows 7 lub Windows 10 systemami operacyjnymi opartymi na Linuksie.
Istnieją dwie wersje LinuxFX: darmowa i odpłatna. Płatna Windowsfx Founders jest hybrydą ekosystemu Linux, usług Windows i usług Google.
Do dyspozycji użytkownika LinuxFX pozostawiono szereg udogodnień wbudowanych w system operacyjny. Należą do nich: pakiet biurowy OnlyOffice, przeglądarki internetowe, oprogramowanie komunikacyjne i multimedialne Kodi, GIMP, VLC, wtyczki i kodeki ogólnego przeznaczenia, asystent głosowy Helloa, rozpoznawanie twarzy, tablic rejestracyjnych oraz kontrola dostępu dzięki Sentinnela VMS (ang. Video management system). Przy wsparciu portu Wine pozwala uruchamiać aplikacje typu .exe i .msi napisane z myślą o systemie operacyjnym Microsoft Windows. Wyglądem (motyw B00merang) i działaniem (port Wine) imituje Windows 10. 
| Platforma | Środowisko graficzne               | Licencja |
| --------- | ---------------------------------- | -------- |
| PC        | Windowsfx – Cinnamon, KDE Plasma   | T        |
| PC        | Linuxfx free- Cinnamon, KDE Plasma | N        |
| ARM       | Windowsfx Raspberry Pi             |          |
| ARM       | Linuxfx Asus Tinker                |          |

## Wersje LinuxFx
1. Linuxfx OS „Xtreme 1” – 2007
2. Linuxfx OS „Burntux” – 2009
3. Linuxfx OS „Xtreme 2” – 2010
4. Linuxfx OS „Green Hill” – 2011
5. Linuxfx OS „Devil OS” – luty 2012
6. Linuxfx OS „Ghost OS” – 26 listopada 2012
7. Linuxfx OS „Ghost OS” – 24 kwietnia 2014
8. Linuxfx OS „ctOS LTS” – 01 sierpnia 2017
9. Linuxfx OS „ctOS LTS” – 10 maja 2018
10. Linuxfx OS „Windowsfx” 01 kwietnia 2020[12]